# جيري روبرتسون (مهندس)
جيري روبرتسون (بالإنجليزية: Jerry Robertson)‏ هو مهندس أمريكي، ولد في 2 يناير 1962 في دنفر في الولايات المتحدة.

## وصلات خارجية
- الموقع الرسمي
- جيري روبرتسون على موقع Racing-Reference.info (الإنجليزية)